# Crkva Svih Svetih u Bračeviću
Crkva Svih Svetih u Bračeviću (Zlopolje), rimokatolička crkva, zaštićeno kulturno dobro

## Opis dobra
Crkva Svih Svetih u Bračeviću (Zlopolje) sagrađena je oko 1757. godine dok je današnji izgled dobila preuređenjem 1825. godine. Usprkos preinakama građevina je zadržala dominantan barokni slog. Jednobrodna crkva orijentirana je u smjeru zapad-istok s glavnim pročeljem na zapadu te pravokutnom apsidom na istoku. Uz sjevernu stranu pročelja prislonjen je zvonik kojeg je izgradio klesar Matija Belfa 1759. godine.

## Zaštita
Pod oznakom P-4849 zavedena je kao nepokretno kulturno dobro — pojedinačno, pravna statusa preventivno zaštićena kulturnog dobra, klasificirano kao "sakralna graditeljska baština".